# Ruby Blaine
Ruby Blaine (27 de agosto de 1903 - mayo de 1976) fue una actriz de cine estadounidense que trabajó en películas mudas.

## Filmografía parcial
- The Midnight Girl (1925)
- Headlines (1925)
- Children of the Whirlwind (1925)
- Bluebeard's Seven Wives (1926)
- Lightning Lariats (1927)
- Bitter Apples (1927)
- The Terror of Bar X (1927)
- Gun-Hand Garrison (1927)
- Two Tars (1928, cortometraje)